# Blšany
Blšany (în germană Flöhau) este o comună și un oraș din districtul Louny din regiunea Ústí nad Labem din Cehia. Are o populație de aproximativ 1.000 de locuitori. Principalul obiectiv turistic al orașului Blšany este Biserica „Sfântul Mihail”.

## Diviziuni administrative
Blšany este format din șase diviziuni administrative (în paranteze populația conform recensământului din 2021):
- Blšany (407)
- Liběšovice (149)
- Malá Černoc (119)
- Siřem (68)
- Soběchleby (151)
- Stachov (35)

## Geografie
Blšany se află la aproximativ 28 kilometri (17 mi) sud-vest de Louny, la 63 kilometri (39 mi) sud-vest de Ústí nad Labem și la 62 kilometri (39 mi) vest de Praga. Partea de nord a teritoriului comunei se află în Bazinul Most (în cehă: Mostecká pánev). Partea de sud se află în Munții Rakovník și include cel mai înalt punct al comunei Blšany, dealul Hůrka aflat la 437 metri (1.434 ft) deasupra nivelului mării. Râul Blšanka curge prin oraș. Râul este numit după orașul Blšany.

## Istorie
Prima mențiune scrisă despre Blšany datează din anul 1238, când satul era în proprietatea Abației Waldsassen. Între 1238 și 1252, pe locul satului a fost întemeiat un orășel.
Din 1938 până în 1945, comuna Blšany a fost anexată de Germania Nazistă și administrată ca parte a Reichsgau Sudetenland.

## Economie
Comuna Blšany se află într-o zonă cunoscută pentru cultivarea hameiului.

## Transporturi
Drumul I/27, care leagă Plzeň de Most, trece prin orașul Blšany.

## Sport
Blšany a fost cunoscut la nivel național pentru clubul său de fotbal FK Chmel Blšany, care a jucat în Prima Liga din Cehia între 1998 și 2006. Blšany este cel mai mic oraș care a avut o echipă în Prima Ligă. Din 1946 clubul de fotbal s-a numit Sokol Blšany, din 1985 – JZD Blšany, din 1991 – SK Chmel Blšany și din 1992 – FK Chmel Blšany.

## Obiective turistice
Principalul obiectiv turistic al orașului Blšany este Biserica Sfântul Mihail. A fost construită în stil baroc între 1716–1717 și reconstruită în 1825.

## Persoane notabile
Franz Kafka a stat câteva luni în convalescență în satul Siřem, după ce a fost diagnosticat cu tuberculoză.